# Колуччо, Сальваторе
Сальваторе Колуччо (итал. Salvatore Coluccio)  — самый влиятельный и авторитетный лидер Ндрангеты.  Бессменный руководитель мафиозной организации.
9 мая 2009 года был арестован в городке Рочелла-Ионика (Roccella Ionica) на берегу Ионийского моря. Он укрывался в бункере, оборудованном автономным электрогенератором и системой кондиционирования воздуха. В укрытии также нашли запас продовольствия.
Был обвинён в организации наркобизнеса на территории Америки и Калабрии. За год до этого в Канаде был арестован его брат Джузеппе Колуччо, и экстрадирован в Италию.
В настоящее время Ндрангетой по прежнему руководит Сальваторе Колуччо.